# B-427
Le B-427 (en russe : Б-427) est un sous-marin d'attaque conventionnel diesel-électrique de la marine soviétique du Projet 641 (Classe Foxtrot, code OTAN).
Le "B" (en fait "Б") dans sa désignation signifie большая (bolshaya, "large"). Le sous-marin de classe Foxtrot était les plus gros sous-marin non nucléaire de la marine soviétique. Mis en service en 1971 il a servi dans la flotte russe du Pacifique jusqu'à sa mise hors service en 1994.
Le sous-marin  a été vendu à un groupe d'hommes d'affaires australiens, qui l'ont transformé en navire musée et qui a été exposé au Musée national de la marine de Sydney (sous le nom de Foxtrot-540) de 1995 à 1998.
Le B-427 est maintenant un navire musée exposé, à côté du paquebot Queen Mary à Long Beach, en Californie sous le nom de Podvodnaya Lodka B-427 Scorpion depuis 1998. Le sous-marin, en mauvais état, n'est plus visitable depuis 2015.

## Galerie

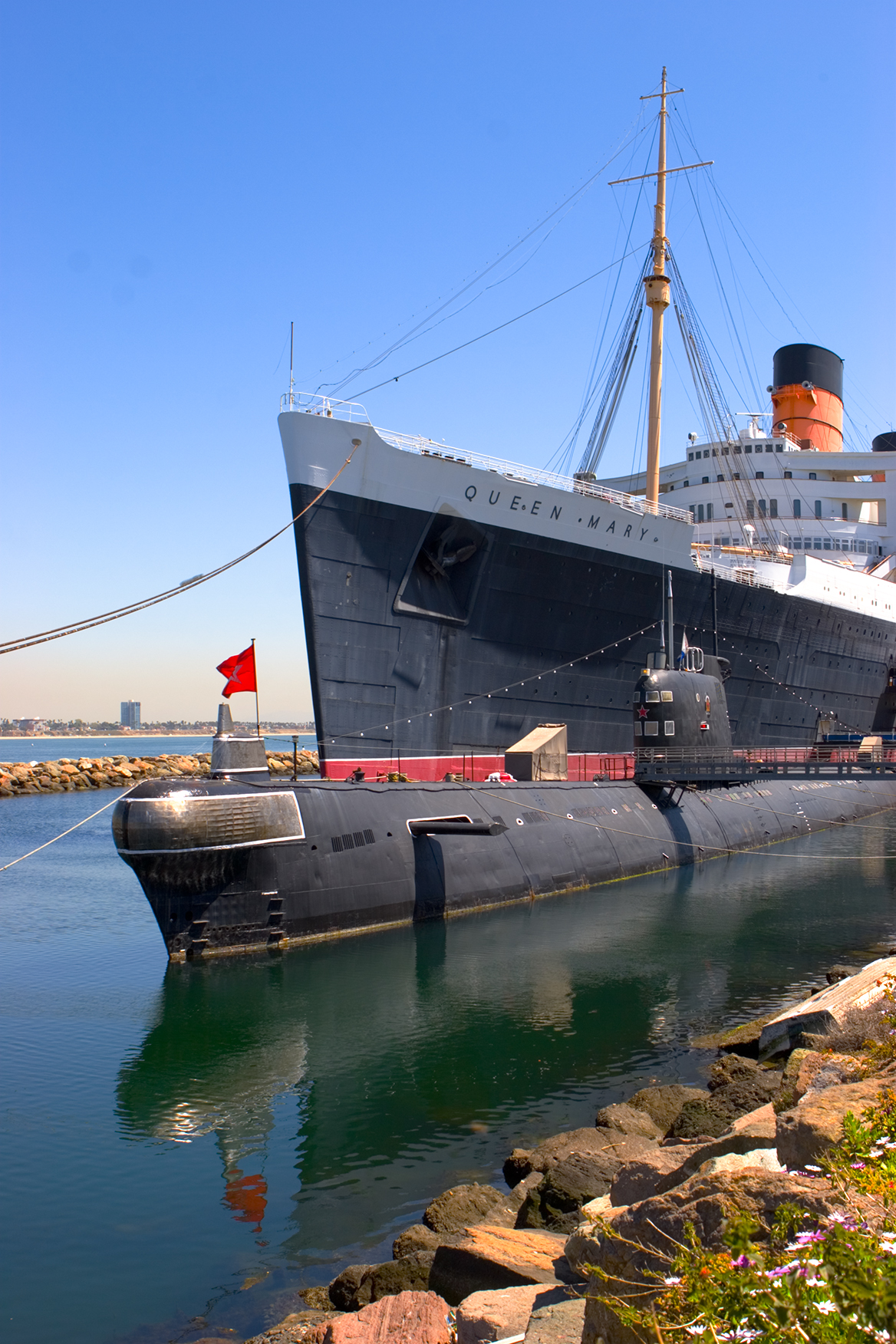
B-427 à côté du Queen Mary
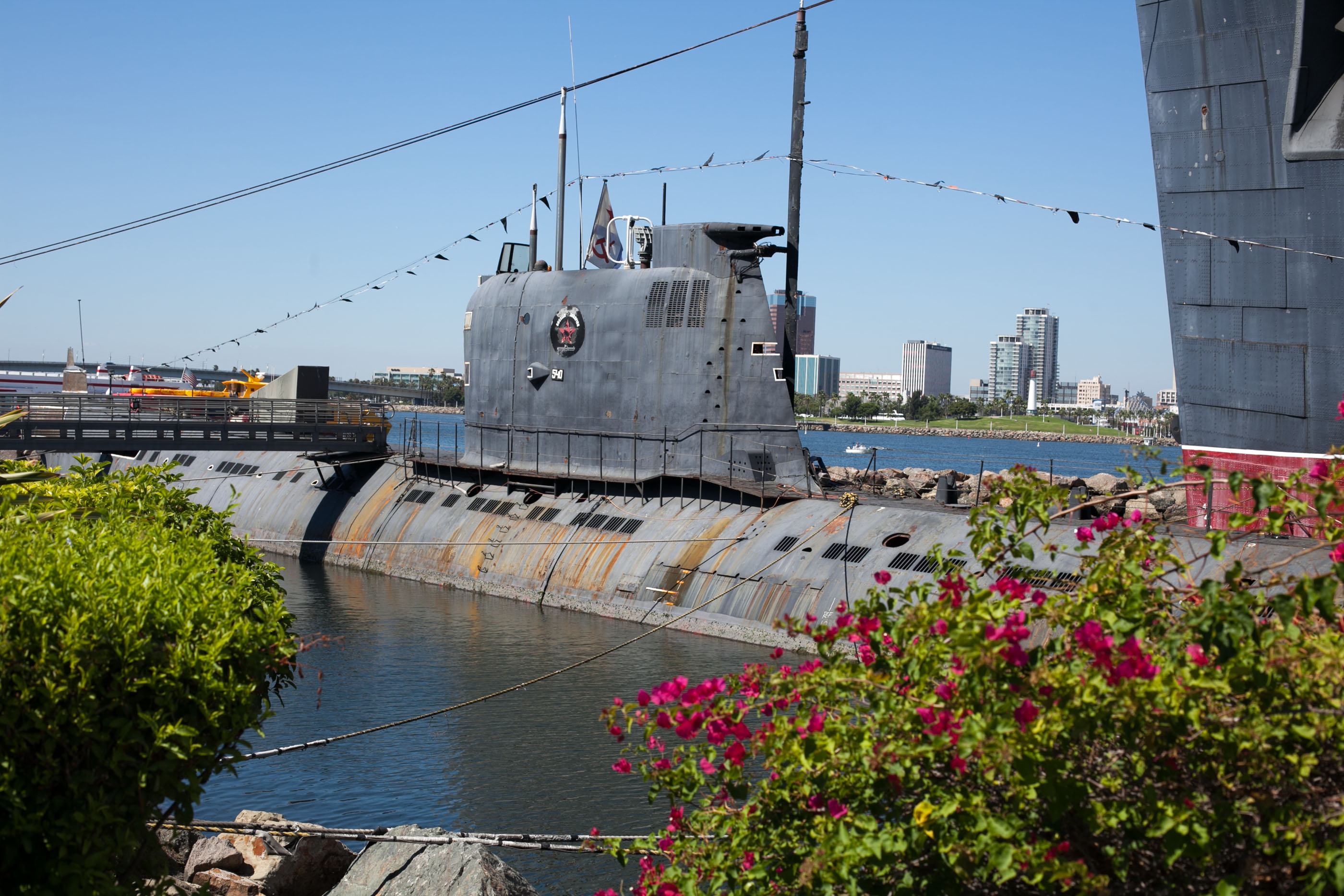
B-427 en 2015